# 聖ルームメート
『聖ルームメート』（セントルームメート）は、高瀬綾による日本の漫画作品。
『なかよし』（講談社）にて1992年連載された。

## 書誌情報
- 高瀬綾 『聖ルームメート』 講談社〈講談社コミックスなかよし〉、1992年11月6日発行、ISBN 978-4-06-178734-6